# Jocaste (lune)
Pour les articles homonymes, voir Jocaste (homonymie).
Jocaste est un satellite naturel de Jupiter.

## Caractéristiques physiques
Jocaste est un petit satellite. En supposant qu'il possède un albédo de 0,04 similaire à d'autres satellites de Jupiter, sa magnitude visuelle de 21,6 conduit à un diamètre de 5,2 kilomètres.
Par calcul, la masse de Jocaste est estimée à environ 1,9 × 1014 kilogrammes.

## Orbite
Jocaste appartient au groupe d'Ananké, un groupe de satellites qui orbitent de façon rétrograde autour de Jupiter sur des demi-grands axes compris entre 19 300 000 et 22 700 000 km, des inclinaisons de 145,7 à 154,8° par rapport à l'équateur de Jupiter et des excentricités entre 0,02 et 0,28.

Diagramme illustrant l'orbite des satellites irréguliers de Jupiter. Le groupe d'Ananké est visible sur le centre-gauche.
Diagramme illustrant l'inclinaison des membres du cœur du groupe d'Ananké en fonction du demi-grand axe.

## Historique

### Découverte
Jocaste fut découvert en 2000 par une équipe conduite par Scott Sheppard. Sa découverte fut annoncée le 5 janvier 2001 en même temps que celle de dix autres satellites de Jupiter.

### Dénomination
Jocaste porte le nom de Jocaste, personnage de la mythologie grecque ; Jocaste était l'épouse de Laïos, roi de Thèbes, mère et plus tard épouse d'Œdipe.
Jocaste reçut son nom définitif le 22 octobre 2002, en même temps que dix autres satellites de Jupiter. Avant cela, sa désignation provisoire était S/2000 J 3, indiquant qu'il fut le 3e satellite de Jupiter imagé pour la première fois en 2000.